# Hugo Swart

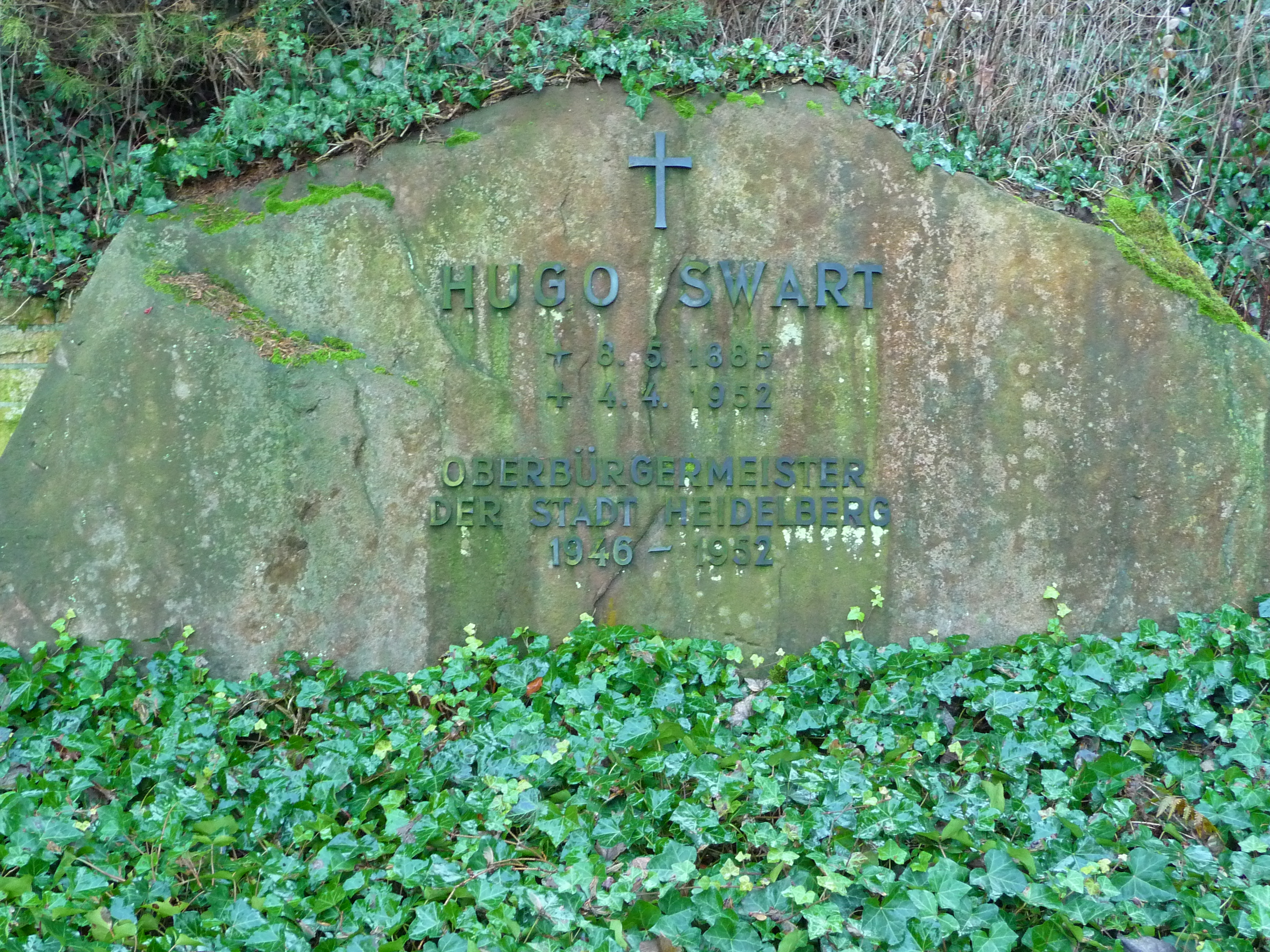
Grabstätte von Hugo Swart

Hugo Otto Ferdinand Swart (* 8. Mai 1885 in Kassel; † 4. April 1952 in Heidelberg) war ein deutscher Jurist, Verwaltungsbeamter und Politiker.

## Leben
Nach der Reifeprüfung nahm Swart ein Studium der Rechts- und Staatswissenschaften auf, das er mit beiden juristischen Staatsexamen sowie mit der Promotion zum Dr. jur. beendete. Anschließend trat er als Regierungsassessor in den preußischen Verwaltungsdienst ein. Zwischen 1914 und 1933 war er unter anderem Landrat der Kreise Ratibor, Heydekrug und Landsberg. 1919 bis 1921 war er für den Landkreis Heydekrug Mitglied im Provinziallandtag der Provinz Ostpreußen. Außerdem wählte ihn der Provinziallandtag zum Landesdirektor der preußischen Provinz Brandenburg (1930–1933).
Nach dem Zweiten Weltkrieg war Swart von Oktober 1945 bis Juli 1946 als Staatssekretär Chef der Staatskanzlei im Staatsministerium des Landes Groß-Hessen. Von 1946 bis 1952 amtierte er als Oberbürgermeister der Stadt Heidelberg. Seine Grabstätte liegt auf dem Bergfriedhof (Heidelberg), (Lit. F. 6).